# 接線

曲線の接線: 赤い線が赤い点において曲線に接している

球面の接平面

初等幾何学において接する（せっする、英: tangent）とは、その名を「触れること」を意味するラテン語: tangere に由来し、「ただ触れるだけ」という直観的概念を定式化するものである。特に、曲線の接線（せっせん、英: tangent line、tangent）は、平面曲線に対しては、曲線上の一点が与えられたとき、その点において曲線に「ただ触れるだけ」の直線を意味する。ライプニッツは接線を、曲線上の無限に近い二点を通る直線として定義した。より具体的に解析幾何学において、与えられた直線が曲線 y = f(x) の x = c（あるいは曲線上の点 (c, f(c)）における接線であるとは、その直線が曲線上の点 (c, f (c)) を通り、傾きが f の微分係数 f'(c) に等しいときに言う。同様の定義は空間曲線やより高次のユークリッド空間内の曲線に対しても適用できる。
曲線と接線が相接する点は接点 (英: point of tangency) と言い、曲線との接点において接線は曲線と「同じ方向へ」進む。その意味において接線は、接点における曲線の最適直線近似である。
同様に、曲面の接平面は、接点においてその曲線に「触れるだけ」の平面である。このような意味での「接する」という概念は微分幾何学において最も基礎となる概念であり、接空間として大いに一般化される。

## 歴史
エウクレイデスは円の接線 (古代ギリシア語: ἐφαπτομένη) についていくつもの言及を『原論』第 III 巻 (c. 300 BC) で行っている。ペルガのアポロニウスは『円錐曲線論』(c. 225 BC) において、接線を「その曲線との間にいかなる直線も入り込まない直線」として定めた。
アルキメデス (c. 287–c. 212 BC) はアルキメデスの螺旋の接線を、曲線に沿って奔る動点の経路を考えることにより求めている
1630年代にフェルマーは擬等式の方法を発明して、接線の計算などの解析学における問題に取り組み、その手法で放物線の接線を計算した。擬等式の方法は二値の差 f(x) − f(x) を二点間の差 h の冪で割るというような手法である。それとは独立にデカルトは法線の方法を用いたが、それは円の半径が常に円自身の法線となるという観察に基づくものである。
これらの手法は17世紀において微分法の発展に結実する。多くの者の貢献があるが、ロベルヴァルは接線を描く一般の方法を、いくつかの基本的な運動の結果として運動が記述できるような動点の軌跡として曲線を見ることにより、発見した。またルネ゠フランソワ・ド・スリュスとヨアネス・フッデは接線を求める代数的アルゴリズムを発見した。更なる発展は、ジョン・ウォリスやアイザック・バローらの貢献も絡んで、アイザック・ニュートンやゴットフリート・ライプニッツらの理論へ繋がっていく。
さて1828年においても接線の定義は「曲線に触れはするが、それを引いたとき曲線を二つに割ることがない直線」というようなものであった。このような古い形式の定義では変曲点において接線を引くことは排除されてしまう。そういった不都合を持つ古い定義を廃して、現代的な定義と同等の定義を与えたのがライプニッツによる「無限に近い二点を通る直線」としての接線の定義であった。

## 曲線の接線

円の、接線(赤)、弦(青)、割線(緑)、直径(紫)、半径(薄青)

接線が「接する」という直観的概念は、（函数の定める曲線上の）二点 A, B を通る割線の列を考えることにより、より陽な形で表すことができる。点 A における接線は、もう一方の点 B を A に近づけるときの割線の極限として与えられる。接線の存在と一意性は、ある種の数学的滑らかさ、すなわち微分可能性に依存する。例えば、二つの円弧がとがった点（頂点）で交わるならば、その頂点での接線は一意に定義できない（この場合、割線の極限の様子は B を頂点にどちらから近づけるかで変わってしまう）。
ほとんどの点において、接線は曲線と交わらない（接線をどんどん延長していけば、接点とは違うどこか遠くの点で曲線と交わることはあるかもしれないが、今はそういう意味で言うのではない）。しかし、接線がその点において曲線と交わるような接点は、変曲点である。円周、放物線、双曲線や楕円は変曲点を全く持たないが、より複雑な曲線には存在しうる（例えば三次函数はちょうど一つの変曲点を持つ）。
逆に、与えられた曲線が、曲線上の一点を通る直線の、常に一方の側にあり、かつその直線は接線ではないということも起こり得る。これは例えば、三角形の頂点を通る三角形と交わらない直線の場合（この場合は接線は存在しない）などがそうである。凸幾何学では、そのような直線を支持直線と呼ぶ。

### 綜合幾何・有限幾何において
綜合幾何学および有限幾何学において、「接線」は適当な集合に対する「接続」(incidence) の言葉で（つまり可微分性の仮定なしに）定義できる。
1. 射影平面内の二次集合に対して、その接線とは、その二次集合とちょうど一点のみを共有するか、その二次集合に全く含まれるような直線を言う。
2. この定義のもとで、射影平面内の卵形 (oval) に対する接線は、卵形の各点においてちょうど一本だけ存在する。一つの卵形と二点より多くを共有する直線は存在しない。
3. 解析的にこれは、ファノの公理（ドイツ語版）を満足するパップスの射影平面上の二次曲線であり、二次集合のもっとも重要な特別の場合である（射影直線が与えられた二次曲線の接線であるとは、その直線の係数ベクトルがその二次曲線を（点集合として）定義する斉二次方程式を満足するときに言う）。

第三の場合は、実ユークリッド平面を実射影平面のアフィン成分（有限部分）と見て、標準内積を持つものと考えれば、二次曲線と直線の共有点において、二次曲線の定義方程式の函数の勾配が、それらの法ベクトルであるということと同じである。このような意味において、微分の定める本当の接線に対して、「形式微分」により定義される「代数的」接線もまた考えられる。
右図において、接点で接線と交わる径は、その接線、および円の方程式の接点における勾配、の法ベクトルの方向（つまり、円の中心から接点へ結ぶ向き）も同じく表している。

## 相接する円

相接する円の対: 上が内接、下が外接

半径の異なる二つの円がともに同じ平面上にあるとする。それらが相接する (英: tangent to each other) とは、それらが一点のみを共有するときに言う。同じことだが、二つの円がそれぞれ半径 ri, 中心 (xi, yi) (i = 1, 2) を持つとすれば、それらが相接するのは　(x1 − x2)2 + (y1 − y2)2 = (r1 ± r2)2 を満たすときである。より細かく:
- 二つの円が外接する (英: externally tangent; 外部で接する) とは、二円の中心間の距離が二円の半径の和に等しい: {\displaystyle \left(x_{1}-x_{2}\right)^{2}+\left(y_{1}-y_{2}\right)^{2}=\left(r_{1}+r_{2}\right)^{2}} ときに言う。
- 二つの円が内接する (英: internally tangent; 内部で接する) とは、中心間の距離が半径の差に等しい: {\displaystyle \left(x_{1}-x_{2}\right)^{2}+\left(y_{1}-y_{2}\right)^{2}=\left(r_{1}-r_{2}\right)^{2}}ときに言う[9]。

## 曲面の接平面とその一般化
与えられた曲面とその上の点 p に対し、p における接平面 (英: tangent plane) は、曲線に対する接線の場合と同様の方法で定義される。それは接点 p における曲面の最適近似平面であり、p の十分近くで曲面上の相異なる三点を通る平面の、三点を p に近づけた極限として得ることができる。より一般に、n-次元ユークリッド空間内の k-次元多様体の各点において、k-次元接空間が接している。